# Геати
Геатите в Швеция (geɪəts староанглийски geatas, ˈjæɑ̯tɑs старонорвежки gautar ɡɑu̯tɑr, шведски götar, jøːtar, понякога Goths) са северогерманска народност, обитаваща днес областта Готланд (земя на готите) в югоизточна Швеция.
Названието им е съхранено в името на шведските провинции Западна и Източна геатска земя (Västergötland), (Östergötland) и много други топоними. „Шведската хроника“ от XV век ги нарича „гети“ (Getae-gethe). Историците Карл Лунд и Асен Чилингиров ги свързват с тракийските гети, което, обаче, не е прието в науката за безспорно установено.

## История
Първото им известно споменаване е във II век от Птолемей, който ги нарича Goutai. В VI век Йорданес ги нарича гаути-готи (Gautigoths) и остготите (Ostrogoths) от Скандза, Прокопий Кесарийски – Goutai, в норвежките саги са Gautar, в поемата „Беоулф“ и древноанглийския епос от IX век „Видсид“ също са наречени геати (Gēatas). Сведения за тях дава и „Повесть временных лет“, писана около 850 г. „Шведската хроника“ (Vetus chronicon sveciæ prosaicum или Prosaiska krönikan) на шведския народ „гети“ (Getae-gethe, Goths-gotha, Geats-götha и Swedes-swenske), създадена в средата на XV век като сборник от по-стари летописи, сочи крал Ингви (Yngvi) сина на Филимер за пръв шведски крал.
Според споменатия роден в Тракия най-известен готски историк Йорданес († 552 г.) прародителите на готите, произлизат от Скандинавския полуостров, остров „Скандза“. Около 1490 г. пр. Хр. се преселват около устието на Висла, а около 1000 г. пр. Хр. – в Скития северно от Дунава, (наречена от римляните Дакия 11 века по-късно) и части от Мизия и Мала Азия. В своя основен труд „За произхода и деянията на гетите“ 22 Йорданес разказва един мит за гетите, които поели преди Троянската война с 3 кораба (около 150 – 200 души) на югоизток 22 , за да ... достигнат около 230 г. южноруските степи като голям народ – готи. Повечето историци днес смятат, че готите били различни източногермански племена, чиято прародина, според мита на Йордан, е бил Скандинавският полуостров, митичният остров Скандза, всъщност днешния Йоталанд и Готланд. След това тези германски готи достигнали чак до полуостров Крим, където чак до XVII-XVIII век кримски готи говорели долнонемски. По-конкретно сведения за немския език на кримските готи се съдържат в писмо на фламандския мисионер Гийом де Рубрук от 1253 г. , според когото „между Херсон и Солдая съществуват четиридесет замъка; почти всеки от тях имаше особен език; сред тях имаше много готи, чиито език е немски“ („Et sunt quadraginta castella inter Kersouam et Soldaiam, quorum quodlibet fere habet proprium idioma: inter quos erant multi Goti, quorum idioma est Teutonicum“), както и на сведението на дипломата от XVI век Ожие Гислен дьо Бюсбек, който срещнал в Константинопол двама кримски готи и записал кратък речник на езика им, който е сходен на съвременния му немски. Според други германски историци, основаващи се пак на предания, готите са населявали към Новата ера областта около устието на р. Вайхзел (Висла), към средата на II век започнали да се придвижват на югоизток към Дунава и Черно море, като изминавали по 50 – 60 км на поколение до към 238 г. По-късно те се обособили на два клона, разграничени от р. Днепър – вестготи (тервинги) и остготи (гревтунги).

## Готската библия и азбука и Швеция
Интересен факт е, че най-старият запазен препис на създадения в Никополис ад Иструм в днешна България готски Codex Argenteus („Сребърната библия“) в VI век от Вулфила първи епископ на тервингите (вестготите), създател на готската азбука и превел тази Библия от гръцки на готски език, направен в началото на VI век в двора на готския император Теодорих Велики в Равена, Италия се съхранява в Швеция в Университетската библиотека в Упсала.